# Félix Ros
Félix Ros (Barcelona, 19 de septiembre de 1912 – Estambul de 1974) fue un poeta, escritor y periodista español de ideología falangista.

## Biografía
De familia burguesa, estudió en los salesianos de Mataró, se licenció en Derecho en Barcelona y en Filosofía y Letras en Valencia en 1935. Colaborador de El Día Gráfico, La Vanguardia, Blanco y Negro y Cruz y Raya.
Como otros intelectuales de la época, viajó por Europa, incluida la Unión Soviética. Algunas de sus experiencias se reflejan en “Preventorio D”.
Fue jefe de la sección española del Departamento Nacional de Cinematografía y en 1948 fue nombrado inspector central de Enseñanza Media. 
Murió en Estambul en 1974.

## Obra
- "Maximiliano de México" (Madrid, 1971)
- "Condenado a Muerte" (Madrid, 1967)
- "De las Estrellas de Oriente A la Estrella del Norte" (Barcelona, 1965)
- "Poesías Completas" (Madrid, 1963)
- "Maletas del Más Allá" (Madrid, 1952)
- "El Paquebote de Noé" (Barcelona, 1945)
- "Prácticas de literaturas no castellanas. Un panorama completo de todas las literaturas desde el siglo –X hasta 1944" (Selección de textos de literaturas extranjeras y las regionales de España para estudiantes de bachillerato), (Barcelona, Tartessos, 1944)
- Los bienes del mundo, Barcelona, 1945
- "D. Ocho meses en el SIM" (Barcelona, Yunque, 1939; reeditado en 1974 con el título "Preentorio D, Ocho meses en la cheka en Prensa Española")
- "Un Meridional en Rusia" (Madrid, 1936)
- "Explicación del Greco Toledano" (Madrid, 1935)